# Вийон, Жак

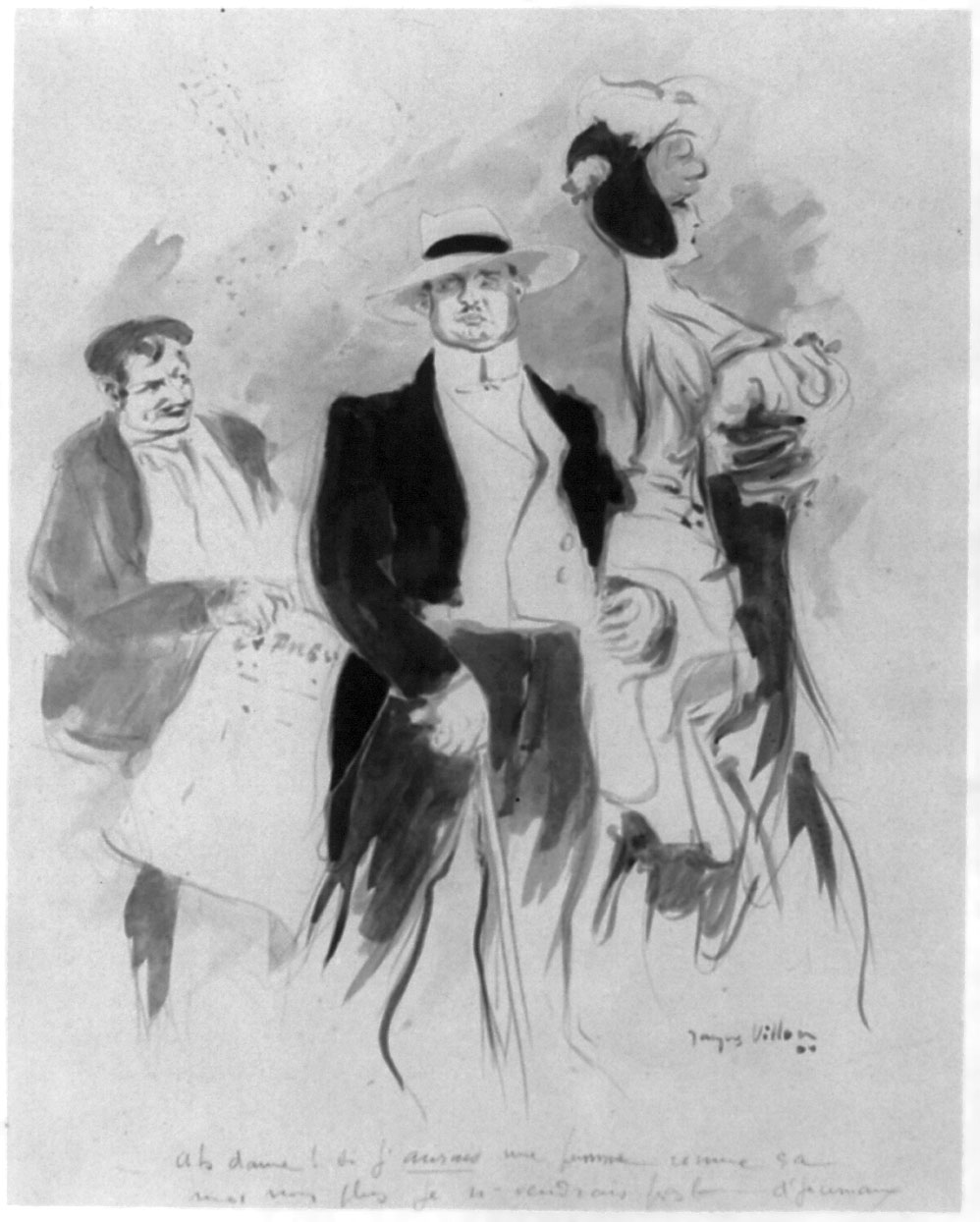
Ж. Вийон О дама!.. (1904)

Гасто́н Эми́ль Дюша́н, более известный под псевдонимом Жак Вийо́н (фр. Gaston Émile Duchamp, Jacques Villon; 31 июля 1875, Дамвиль, Эр — 9 июня 1963, Пюто) — французский живописец и график.

## Жизнь и творчество
Ж. Вийон родился в многодетной семье нотариуса. Он был старшим братом известных художников Раймона Дюшана-Вийона, Марселя Дюшана и Сюзанны Дюшан. После окончания школы Ж. Вийон изучает в Руане право и затем некоторое время работает нотариусом. В 1894 году он покидает Нормандию и приезжает в Париж, где поступает в Высшую школу изящных искусств. В том же году он меняет имя на псевдоним, принятый им в честь любимых им авторов — А. Доде и Ф. Вийона. В 1894—1906 годах художник как карикатурист сотрудничает с различными парижскими газетами и журналами (например, с Gil Blas, Chat Noir и L’Assiette au beurre). Кроме этого, он создаёт ряд плакатов в стиле Тулуз-Лотрека — за период с 1899 по 1909 он выпускает 60 цветных плакатов.
В 1910 году Ж.Вийон переезжает в небольшой городок Пюто под Парижем, гже живёт уже до конца своей жизни. Здесь он создаёт около 700 полотен. В 1913 году художник принимает участие в знаменитой нью-йоркской выставке современного искусства — Эрмори-шоу. В 1910 он становится одним из создателей группы художников-кубистов Пюто. В 1912 Ж. Вийон, совместно с такими мастерами, как Марсель Дюшан, Хуан Грис, Франсис Пикабиа и Альбер Глез, организует группу «Золотое сечение» (Section d’Or).
После окончания Первой мировой войны Ж. Вийон увлекается графическим искусством, однако не оставляет и живопись. В 1919 году появляются его первые абстрактные работы. В 1940—1960-е годы художник много занимается книжным иллюстрированием.
Ж.Вийон известен прежде всего своими графическими работами. Он является ярким представителем кубистского направления в искусстве, в то же время в его произведениях также ощутимы влияния как импрессионизма, так и футуризма. Художник участвовал в выставках современного искусства documenta I (1955), II (1959) и III (1964) в Касселе. Его картины были отмечены многочисленными премиями — так, он был награждён I призом премии Карнеги в Питтсбурге (1950), в 1956 году он получил Большой приз на венецианском биеннале. В 1954 году ему было присвоено звание Командора ордена Почётного легиона.